# Middelburen (Ooststellingwerf)
Middelburen is een weg en voormalige buurtschap in de gemeente Ooststellingwerf, in de Nederlandse provincie Friesland.
De buurtschap lag tussen Twijtel en Makkinga in. De buurtschap was in de Middeleeuwen ontstaan toen het land bij de Tjonger werd verdeeld over zathes. De buurtschap vormde zich rond het Middelburenpad. Dit pad en groot deel van de bewoning verdween in het eerste deel van de twintigste eeuw wegens de herinrichting van het gebied.
Het doortrekken van de Bovenweg zorgde ook dat wat overbleef gescheiden werd van elkaar. De weg Middelburen is sindsdien een parallelweg van de Bovenweg waaraan nog wel wat bewoning is. Een ander restant van de buurtschap is te vinden aan de Bercoperweg, waar twee boerderijen midden in het land nog zijn gelegen. Wegens de opsplitsing en het verdwijnen van een groot deel van de bewoning spreekt men niet meer van een eigen buurtschap.